# Friedberg (Hessen)
Friedberg (Hessen) – miasto powiatowe w Niemczech, w kraju związkowym Hesja, w rejencji Darmstadt, siedziba powiatu Wetterau, dawne wolne miasto, w średniowieczu jedno z najważniejszych miast w Hesji.

## Geografia
Friedberg leży w dolinie Wetterau u ujścia rzeki Usa do Wetter, około 30 km na północ od Frankfurtu nad Menem.
Części miasta (Stadtteile): Bruchenbrücken, Dorheim, Ockstadt, Ossenheim, Bauernheim i Fauerbach. Przy czym Fauerbach już w roku 1901 został przyłączony do miasta.

## Historia

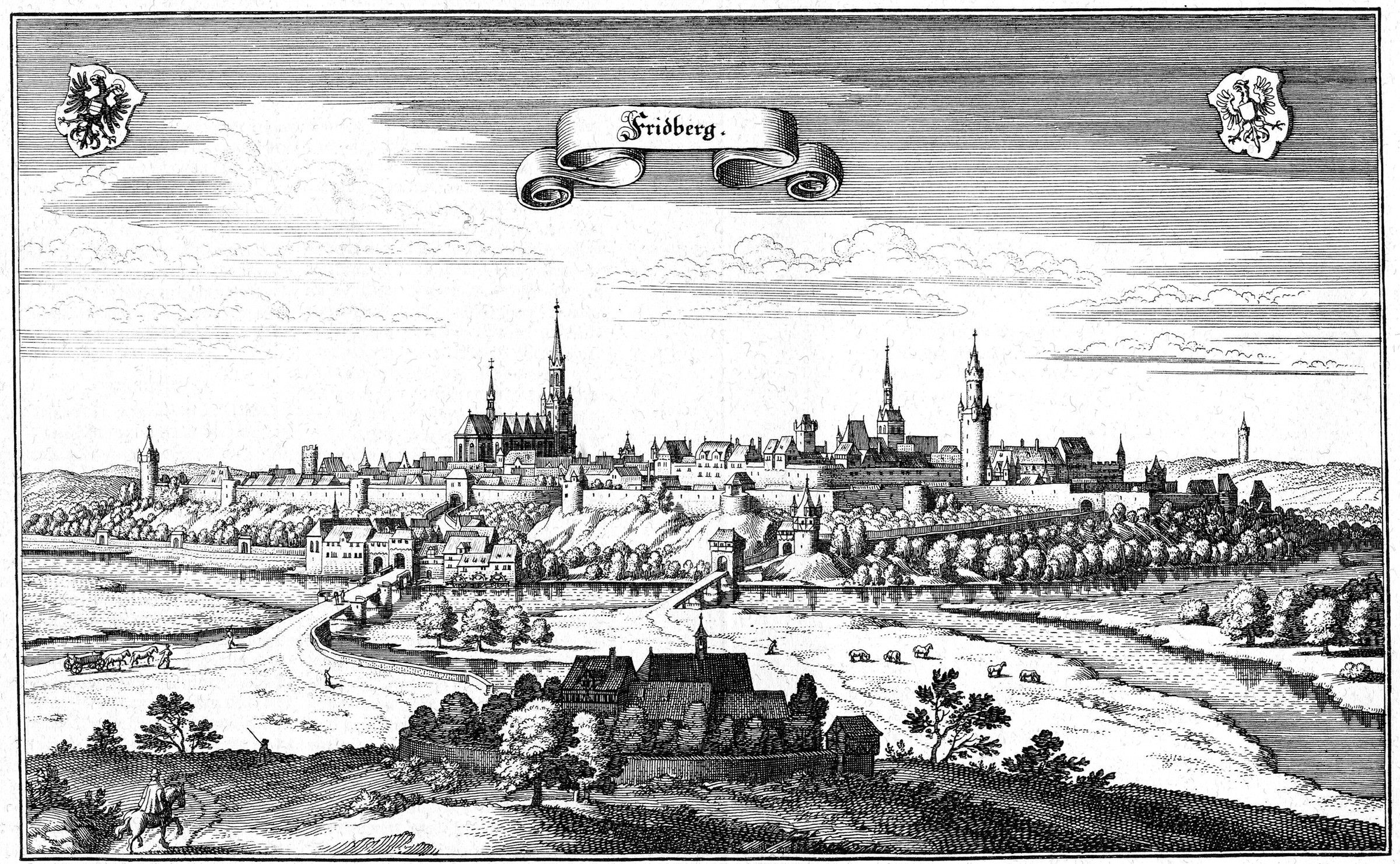
Friedberg ok. 1655 roku (fragment Topographia Hassiae)

Na początku I wieku podczas wyprawy Germanika na obecnej górze zamkowej został założony rzymski obóz warowny Po zakończeniu wyprawy obóz stał wiele lat pusty. Dopiero w latach 69–79 ponownie go obsadzono i rozbudowano. Rzymianie opuścili go dopiero około roku 260.
Miasto i zamek powstały jednocześnie w miejscu dawnego obozu prawdopodobnie na polecenie Fryderyka Barbarossy w latach 1171–1180. Bliskie współistnienie zamku i miasta powodowało wiele konfliktów i tarć, które determinowały losy miejscowości na przestrzeni kolejnych wieków.
Miasto rozwijało się głównie dzięki produkcji sukna oraz organizowanych dwa razy w roku targów, na które przybywali kupcy z Holandii, Śląska czy Wiednia. Już w roku 1252 Friedberg został wolnym miastem Rzeszy.
W roku 1383 i 1447 miasto mocno ucierpiało z powodu pożarów i stopniowo zaczęło tracić na znaczeniu. Dopiero budowa kolei żelaznej w latach 1850–1852 poprawiła nieco gospodarkę miasta.

### Amerykańska baza wojskowa
Po II wojnie światowej w mieście, na obszarze 80 ha w tzw. Ray Barracks, stacjonowały wojska amerykańskie. Od 1 października 1958 do 2 marca 1960 służył tam Elvis Presley, a mieszkał w pobliskim Bad Nauheim. Amerykanie opuścili Friedberg w marcu 2007.

## Zabytki
- zamek Friedberg – jeden z największych zamków w Niemczech. Obecnie znajduje się w nim gimnazjum oraz urząd skarbowy
- gotycki kościół wybudowany między rokiem 1260 a 1410
- neobarokowy kościół św. Jakuba (St.Jakobus) w dzielnicy Ockstadt
- mykwa wybudowana w roku 1260, największa zachowana średniowieczna mykwa w Niemczech.
- ratusz
- mury miejskie z tzw. czerwoną wieżą (niem. Der Rote Turm)

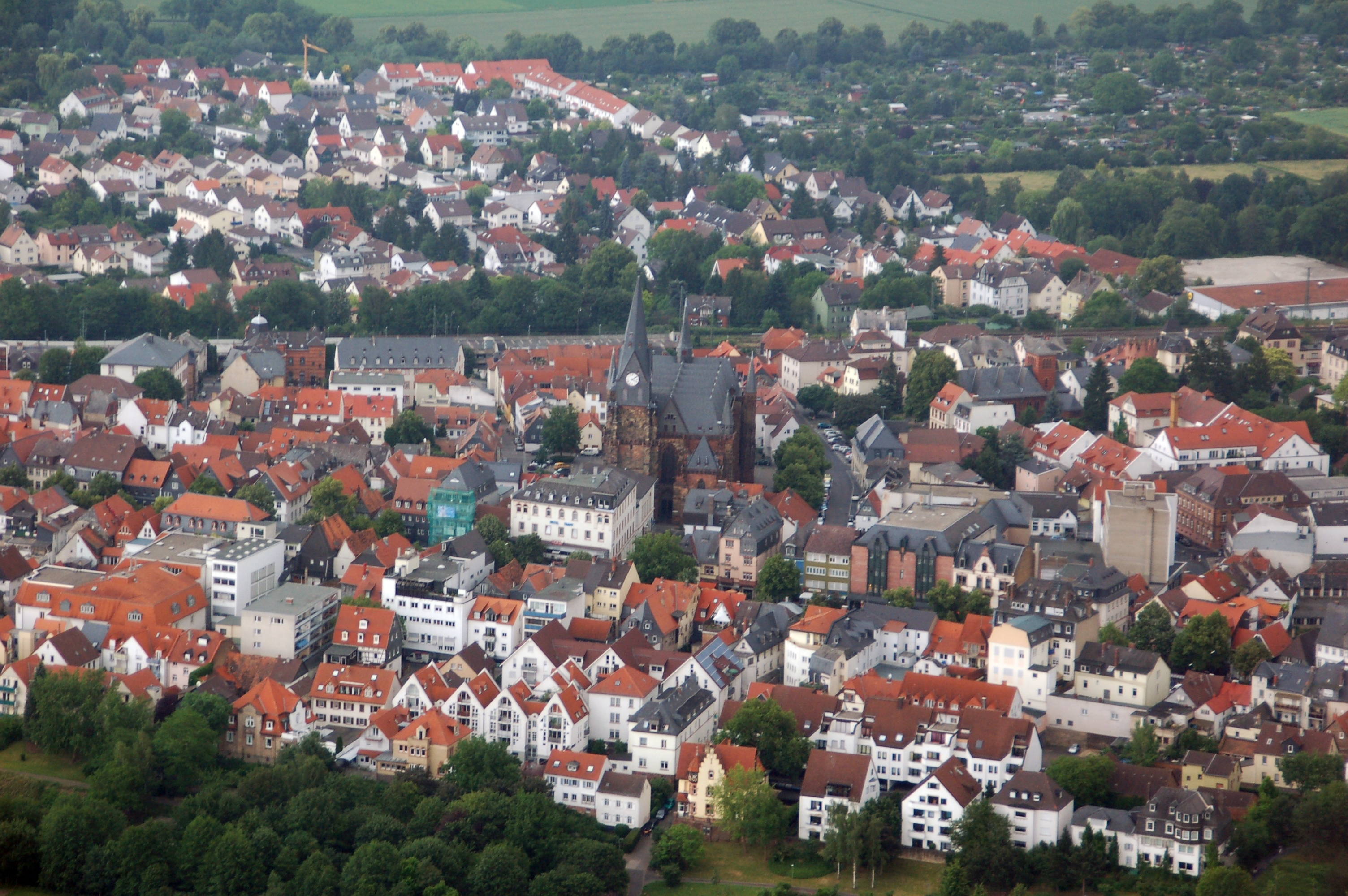
Friedberg z lotu ptaka

## Transport
Friedberg leży przy drodze krajowej B3 i w pobliżu autostrady A5. Leży również na szlaku kolejowym łączącym Frankfurt nad Menem z północną częścią Niemiec, stacja kolejowa Friedberg (Hessen) obsługuje ruch lokalny i dalekobieżny (m.in. InterCity).

## Oświata
We Friedbergu oraz Gießen znajduje się założona w roku 1971 Technische Hochschule Mittelhessen. Uczelnia liczy ponad 10 tys. studentów, z czego ponad 4 tys. studiuje we Friedbergu.

## Sport i rekreacja
W mieście istnieje kilka klubów sportowych, najbardziej znane to:
- VfB Friedberg
- TSV Friedberg-Fauerbach

Pierwszy zespół gra w II lidze piłki wodnej, drugi specjalizuje się w lekkoatletyce; Till Helmke reprezentował Niemcy na olimpiadzie a Nils Müller został mistrzem Europy do lat 20.
Przez miasto przebiega trasa rowerowa niemieckiej edycji Ironman Triathlon.